# Frühpädagogik
Frühpädagogik (auch Vorschulpädagogik, Kleinkindpädagogik oder Elementarpädagogik) ist eine Fachrichtung der Pädagogik, die sich auf die Altersgruppe der Untersechsjährigen, deren Eltern sowie die damit befassten Institutionen (z. B. Kinderkrippe, Kindergarten, Vorschule) und die spezifischen Aufgaben der Erziehung konzentriert.

## International Standard Classification of Education
Die Frühpädagogik entspricht in der International Standard Classification of Education der Stufe 01 Frühkindliche Bildung, Betreuung und Erziehung für Kinder unter drei Jahren und der  Stufe 02 Frühkindliche Bildung, Betreuung und Erziehung für Kinder von drei Jahren bis zum Schuleintritt.

## Ausbildung oder Studium
Frühpädagogik ist in Deutschland Ausbildungsgegenstand an Fachschulen für Sozialpädagogik bzw. in Bayern den Fachakademien für Sozialpädagogik, deren Absolventen mit dem Abschluss Staatlich anerkannter Erzieher vor allem an Einrichtungen des Elementarbereiches eingesetzt werden.
Frühpädagogik konnte bis vor einigen Jahren nur in wenigen Hochschulen studiert werden. Grundständige Studiengänge für frühpädagogische Inhalte gab es nicht. Meist waren dies persönlich gesetzte Schwerpunkte im Rahmen von Studiengängen der Sozialpädagogik an Fachhochschulen oder der Erziehungswissenschaften/Pädagogik an Universitäten und gleichgestellten Hochschulen.
In Zusammenarbeit mehrerer Hochschulen, die seit 2004 Studiengänge für die Bildung, Betreuung und Erziehung im Kindesalter auf Bachelor- und Masterebene anbieten, wurden hochschulübergreifend Bildungsinhalte und Vermittlungsmethoden für die Professionalisierung von Frühpädagogen entwickelt. Seit 2011 werden Absolventen dieser Studiengänge als Kindheitspädagogen bezeichnet.

## Forschungsinhalte
Entsprechend den Studieninhalten konzentriert sich die Forschung u. a. auf:
- Entwicklung von Instrumentarien zur Erforschung frühkindlicher Entwicklung und Erziehung
- Einsatz dieser Instrumente in der Forschung
- Entwicklung von Konzepten der frühen Erziehung und der Frühförderung
- Untersuchung von Übergangssituationen wie z. B. Eingewöhnung in die Krippe oder Einschulung
- internationale Vergleichsstudien zur Frühpädagogik.

## Forschungszentren
Forschungszentren in Deutschland sind beispielsweise: das Staatsinstitut für Frühpädagogik in München und der Arbeitsbereich Kleinkindpädagogik an der Freien Universität Berlin (1979 gegründet) sowie das Niedersächsische Institut für frühkindliche Bildung und Entwicklung.